# Rajaiyang
Rajaiyang is een bestuurslaag in het regentschap Indramayu van de provincie West-Java, Indonesië. Rajaiyang telt 3197 inwoners (volkstelling 2010).